# Ernesto Jiménez Sánchez
Ernesto Jiménez Sánchez (Albacete, 13 de septiembre de 1859-Madrid, 17 de enero de 1928) fue un magistrado y político español, ministro de Gracia y Justicia entre el 21 de diciembre de 1923 y el 22 de enero de 1924, durante la dictadura del general Primo de Rivera.

## Trayectoria
A comienzos de la década de 1920 era magistrado del Tribunal Supremo de España, y hacia el 21 de diciembre de 1923 fue ascendido a subsecretario del Ministerio de Justicia de España con rango de ministro por el directorio militar de Primo de Rivera. Ocupó el cargo hasta el 22 de enero de 1924, cuando fue nombrado el también magistrado Francisco García-Goyena y Alzugaray.
El 12 de septiembre de 1927 fue nombrado miembro de la Asamblea Nacional Consultiva como "representante con derecho propio". El 17 de enero de 1928 el presidente de la Asamblea, José María Yanguas y Messía, informó de su fallecimiento, acaecido ese mismo día.